# Marbach (Kleine Erlauf)
Der Marbach ist ein linker Zufluss zur Kleinen Erlauf bei Bodensdorf in Niederösterreich.
Der Marbach entspringt im Weidholz, einem Waldgebiet westlich von Etzerstetten und fließt von dort in Richtung Osten ab, passiert südlich die Orte Etzerstetten sowie Unteretzerstetten und nimmt danach den Hummelbach als seinen rechten Zubringer auf. Der Hummelbach entspringt beim Gut Hummel nördlich von Steinakirchen am Forst und fließt über Wolfpassing ab, wo bald danach von links der Bach von Stetten und der Bach von Loising einfließen, bevor er sich selbst in den Marbach ergießt. Knapp vor Bodensdorf mündet der Marbach, dessen Einzugsgebiet 13,1 km² in großteils offener Landschaft umfasst, von links in die Kleine Erlauf.